# Halver Hülloch
Halver Hülloch este o arie protejată (arie specială de conservare — SAC, sit de importanță comunitară — SCI) din Germania întinsă pe o suprafață de 0,19 ha, integral pe uscat.

## Localizare
Centrul sitului Halver Hülloch este situat la coordonatele 51°12′03″N 7°29′03″E / 51.2008°N 7.4842°E.

## Înființare
Situl Halver Hülloch a fost declarat sit de importanță comunitară în martie 2001 pentru a proteja 1 specie de animale. Situl a fost protejat și ca arie specială de conservare în august 2004.

## Biodiversitate
Situată în ecoregiunea continentală, aria protejată conține 2 habitate naturale: Peșteri inaccesibile publicului, Păduri de fag Asperulo-Fagetum.
La baza desemnării sitului se află o specie protejată de  mamifere: liliac comun (Myotis myotis)
Pe lângă speciile protejate, pe teritoriul sitului au mai fost identificate 2 specii de mamifere.